# HD191971
HD191971 — хімічно пекулярна зоря спектрального класу A6, що має видиму зоряну величину в смузі V приблизно  9,2.
Вона  розташована на відстані близько 6523,1 світлових років від Сонця.